# 아이치현도 제58호선

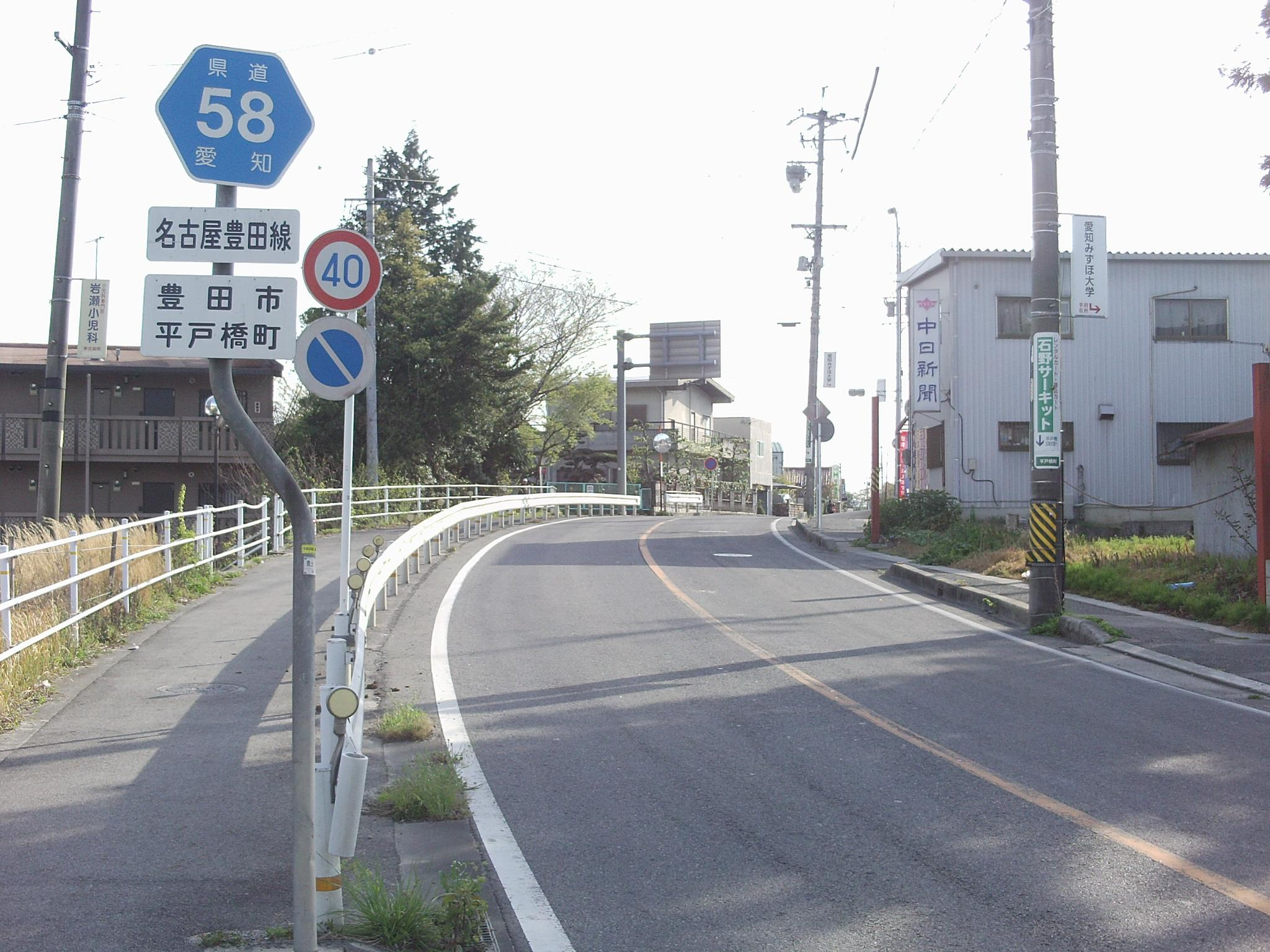
도요타시 측이자 종점부이다. 야하기강 위에 놓여 있는 히라토 교의 서측이다.

아이치현도 제58호선(일본어: 愛知県道58号名古屋豊田線, 아이치현도 제58호 나고야 도요타 선)은 아이치현 나고야시 덴파쿠구와 도요타시를 사이에 둔 현도이자 주요 지방도이다.

## 노선 정보
- 기점 : 나고야시 덴파쿠구 하라 (히라바리 교차로 = 아이치현도 제56호선의 교점)
- 종점 : 도요타시 히라토바시초 (히라토바시니시 교차로 = 국도 제153호선(일본어판)과 아이치현도·기후현도 제11호선(일본어판)의 교점)

## 연혁
- 1959년 12월 15일 노선 인정

## 주요 접촉 도로

### 국도
- 국도 제153호선 (일본)(일본어판)
- 국도 제302호선
- 국도 제155호선
- 국도 제248호선 (일본)(일본어판)
- 국도 제419호선 (일본)(일본어판)

### 현도 (県道)
- 아이치현도 제11호선
- 아이치현도 제56호선
- 아이치현도 제221호선
- 아이치현도 제219호선
- 아이치현도 제57호선
- 아이치현도 제233호선
- 아이치현도 제231호선
- 아이치현도 제215호선
- 아이치현도 제54호선
- 아이치현도 제283호선
- 아이치현도 제347호선
- 아이치현도 제348호선

## 통과하는 지자체
- 나고야시 (덴파쿠구)
- 닛신시
- 도요타시

## 주요 연선
- 도카이 학원 대학(일본어판)
- 도카이 학원 고등학교(일본어판)
- 나고야 시영 지하철 쓰루마이 선 히라바리 역, 아카이케 역
- 나고야시 교통국 닛신 공장
- 마스프로 전공(일본어판, 중국어판)
- 닛신 시역소
- 나고야 상과대학(일본어판)
- 도요타 스포츠 센터(일본어판)
- 아이치 환상철도(일본어판, 중국어판) 호미 역, 가이즈 역, 시고 역
- 나고야 철도 도요타선 조스이 역, 가미토요타 역
- 나고야 철도 미카와선 사나게 역, 히라토바시 역
- 도요타시 운동공원(일본어판)

## 별칭
상기 별칭들은 나고야시 덴푸쿠구, 닛신시, 도요타시 등을 공통으로 적용된다.
- 이다 가도(일본어판)
- 구 국도 제153호선